# Sospita
|  | Per a altres significats, vegeu «Sospita (pel·lícula)». |

Suspició o Sospita és la tendència a negar la confiança en algú, en alguna cosa o en algun fet (p. ex.: Persones que sospiten posant dubtes sobre l'honestedat dels seus socis o suggerint un frau en les accions d'un contractista). També existeix la sospita com projecció psicològica. Una sospita absurda i persistent, s'associa amb idees com la gelosia. La sospita excesiva en la pròpia persecució, rep el nom de paranoia i és considerat com una malaltia mental (o almenys el seu símptoma). Alhora, a l'altre extrem, l'excés de confiança, també se li reconeixen qualitats negatives.